# 섹슈얼리티

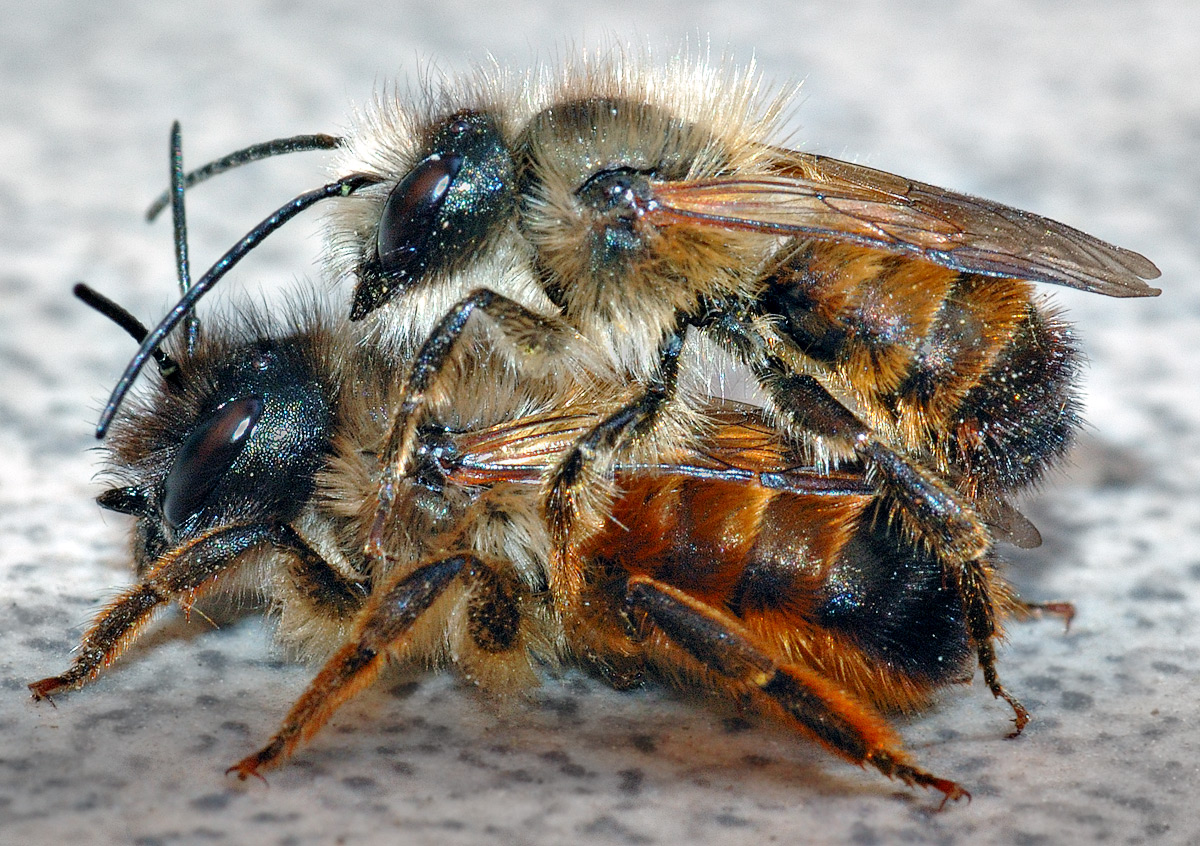

섹슈얼리티(영어: sexuality) 또는 성성(性性)은 생물의 성별과 성적 행위 따위를 통틀어 일컫는 말로, 인간의 경우 성에 대해 가지고 있는 태도, 사고, 감정, 가치관, 성별정체성, 성적취향 등 전부를 의미한다.